# Rosa filipes
Rosa filipes là loài thực vật có hoa trong họ Hoa hồng. Loài này được Rehder & E.H. Wilson miêu tả khoa học đầu tiên năm 1915.
Loài này có nguồn gốc ở miền tây Trung Quốc, Cam Túc, Thiểm Tây, Tứ Xuyên, Xizang và Vân Nam.

## Hình ảnh

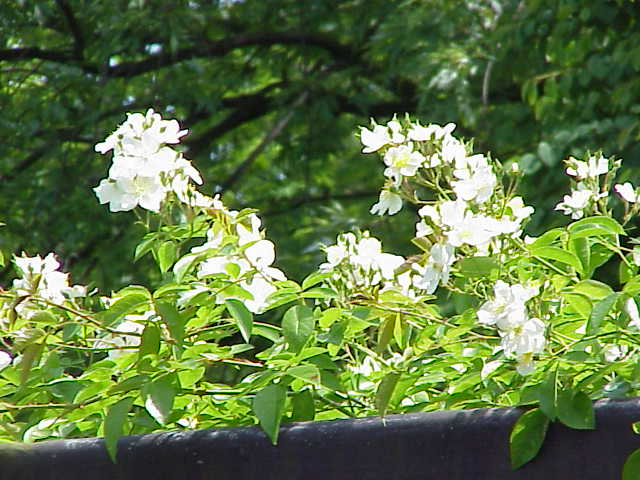
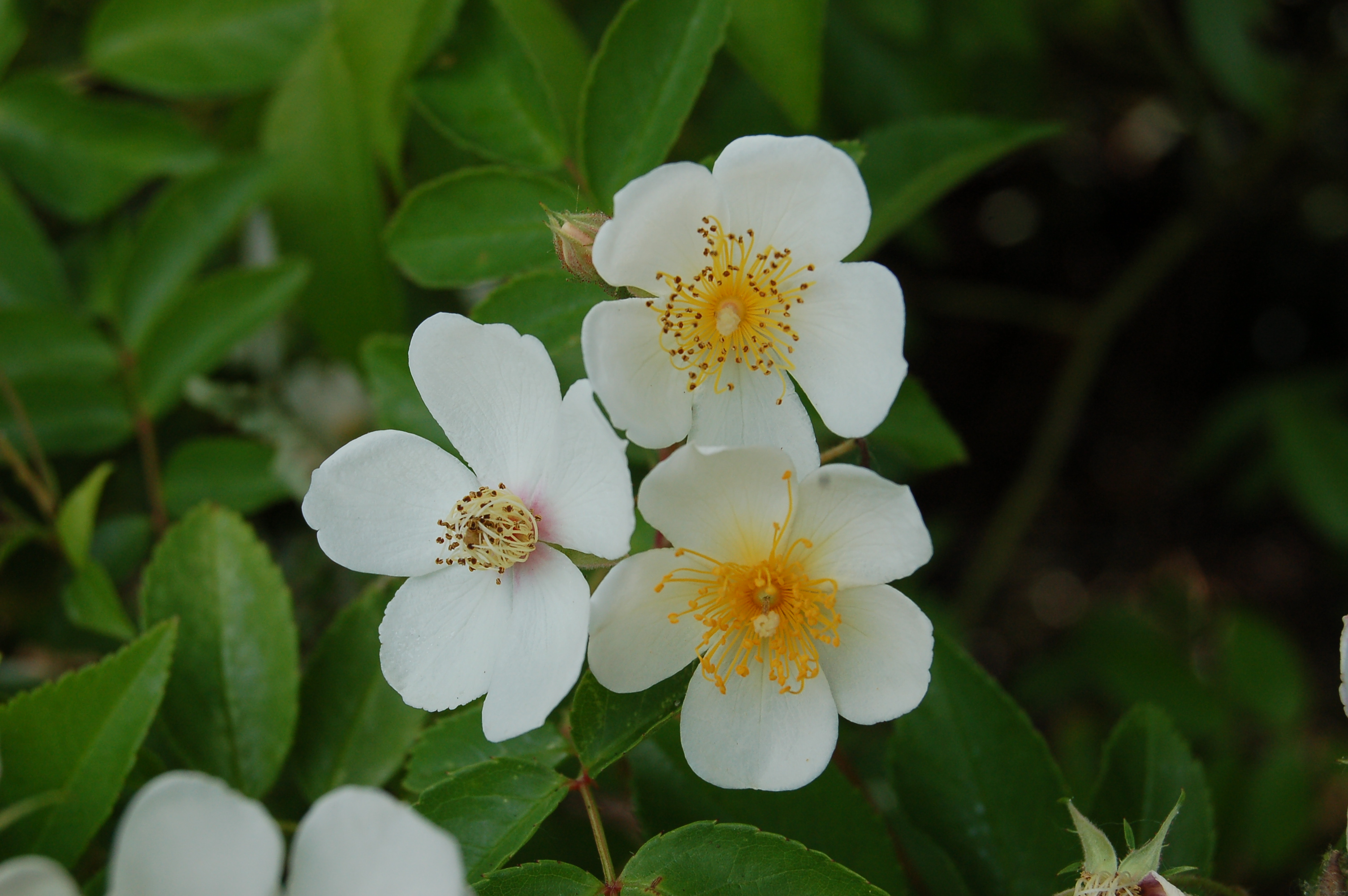